# Krunoslav Babić
Pour les articles homonymes, voir Babić.
Krunoslav Babić est un zoologiste hongrois, né le 12 avril 1875 à Senj et mort le 4 mars 1953 à Rijeka.
Il est zoologiste au muséum de Zagreb et s’intéresse notamment aux éponges de Méditerranée. Son fils est Ivo Babiç (1900-1977), professeur d’art vétérinaire.

## Liste partielle des publications
- 1916 : Zur Kenntnis der Theneen. Zool. Jahrb. (Syst.) 40 : 389-408 pls 16-18.

## Source
- (en) Bemon

## Orientation bibliographique
- (hr) Liste de références